# 전합성
전합성(全合成, 영어: total synthesis)은 상업적으로 이용가능한 단순한 전구물질로부터 복잡한 분자(종종 천연물)를 만드는 완전한 화학합성이다. 전합성은 일반적으로 생물학적 과정의 도움을 필요로 하지 않는 과정을 말하는데, 이는 반합성과 구별된다. 전합성의 대상이 되는 분자는 천연물, 의약적으로 중요한 활성 성분 또는 이론적 관심의 유기 화합물이 될 수 있다. 전합성의 목표는 종종 이미 알려진 합성 경로가 존재하는 대상 분자에 대한 새로운 합성 경로를 발견하는 것이다. 때로는 어떤 경로도 존재하지 않으며 화학자는 최초로 합성 가능한 경로를 찾아야 할 때도 있다. 전합성의 한 가지 중요한 목적은 새로운 화학 반응과 새로운 화학 시약을 발견하는 것이다.